# Maksym Bochan
Maksym Viktorovych Bochan (Ternopil, 25 de marzo de 2006) es un futbolista ucraniano. Juega de centrocampista y su club es el 1. FC Kaiserslautern II de la Oberliga Südwest.

## Biografía
Bochan nació el 25 de marzo de 2006 en Ternopil, una localidad ubicada a orillas del río Sereten y centro administrativo de la óblast de Ternópil (Ucrania).
Comenzó su formación futbolística en su ciudad natal y, en 2018, se unió a la academia del DYuSSh FA Ternópil. Permaneció allí hasta 2021, tiempo en el que fue utilizado en distintas posiciones —como extremo izquierdo, mediocentro ofensivo y lateral izquierdo— hasta consolidarse como pivote en su tercera temporada. Tras destacar en la categoría sub-14 durante la campaña 2020-21, pasó al Shakhtar Donetsk para la temporada 2021-22.

## Trayectoria

### Inicios en Alemania
En noviembre de 2022 se incorporó al equipo juvenil del 1. FC Kaiserslautern, en Alemania, donde continuó su desarrollo hasta 2025. Durante su estancia en el club alemán, se distinguió por su disciplina táctica y regularidad en el mediocampo. Bochan, señaló diferencias marcadas entre el enfoque de entrenamiento en Ucrania y el del fútbol alemán. Mientras que en su país natal los entrenadores suelen corregir con gritos, en Alemania observó un ambiente más tranquilo, incluso tras los errores. "Aquí nadie te grita por cometer un error. Puedes jugar con libertad", comentó en una entrevista.
En sus primeros encuentros con el club, enfrentó a equipos como Bayern Múnich, Bayer Leverkusen, RB Leipzig, Colonia y Borussia Dortmund en la categoría sub-19. Destacó la experiencia de competir en estadios importantes y ante gran cantidad de público, y expresó que no se arrepiente de su decisión de mudarse a Alemania. "Fue inolvidable", afirmó sobre sus primeros partidos en el país. El 26 de octubre de 2024 fue capitán por primera vez en un encuentro oficial, en la victoria por 3-1 ante el FC Viktoria Köln U19.

## Estadísticas

### Clubes
Actualizado al último partido disputado el 10 de agosto de 2025.
| Club                             | Div.          | Temporada     | Liga  | Liga  | Liga   | Copas nacionales | Copas nacionales | Copas nacionales | Copas internacionales | Copas internacionales | Copas internacionales | Total | Total | Total  |
| Club                             | Div.          | Temporada     | Part. | Goles | Asist. | Part.            | Goles            | Asist.           | Part.                 | Goles                 | Asist.                | Part. | Goles | Asist. |
| -------------------------------- | ------------- | ------------- | ----- | ----- | ------ | ---------------- | ---------------- | ---------------- | --------------------- | --------------------- | --------------------- | ----- | ----- | ------ |
| 1. FC Kaiserslautern II Alemania | 5.ª           | 2022-23       | 2     | 0     | 0      | 0                | 0                | 0                | Inexistente           | Inexistente           | Inexistente           | 2     | 0     | 0      |
| 1. FC Kaiserslautern II Alemania | 5.ª           | 2023-24       | 25    | 0     | 0      | 2                | 0                | 1                | Inexistente           | Inexistente           | Inexistente           | 27    | 0     | 1      |
| 1. FC Kaiserslautern II Alemania | 5.ª           | 2024-25       | 34    | 1     | 0      | 0                | 0                | 0                | Inexistente           | Inexistente           | Inexistente           | 34    | 1     | 0      |
| 1. FC Kaiserslautern II Alemania | 5.ª           | 2025-26       | 1     | 0     | 0      | 0                | 0                | 0                | Inexistente           | Inexistente           | Inexistente           | 1     | 0     | 0      |
| 1. FC Kaiserslautern II Alemania | Total club    | Total club    | 61    | 1     | 0      | 2                | 0                | 1                | 0                     | 0                     | 0                     | 64    | 1     | 1      |
| Total carrera                    | Total carrera | Total carrera | 61    | 1     | 0      | 2                | 0                | 1                | 0                     | 0                     | 0                     | 64    | 1     | 1      |
| 1. 2.                            |               |               |       |       |        |                  |                  |                  |                       |                       |                       |       |       |        |